# Communauté d’agglomération de Béthune Bruay Noeux et Environs
Die Communauté d’agglomération de Béthune Bruay Noeux et Environs (auch Artois Comm genannt) war ein französischer Gemeindeverband mit der Rechtsform einer Communauté d’agglomération im Département Pas-de-Calais in der Region Hauts-de-France. Der Gemeindeverband wurde am 15. März 2013 gegründet und bestand zuletzt aus 65 Mitgliedsgemeinden, die zum Großteil aus seiner Vorgängerorganisation Communauté d’agglomération de l’Artois übernommen wurden. Der Verwaltungssitz befand sich im Ort Béthune.

## Historische Entwicklung
Am 1. Januar 2017 wurde der Gemeindeverband mit
- Communauté de communes Artois-Lys und
- Communauté de communes Artois Flandres

zur Communauté d’agglomération de Béthune-Bruay, Artois-Lys Romane zusammengeschlossen.

## Ehemalige Mitgliedsgemeinden
1. Annequin
2. Annezin
3. Auchel
4. Auchy-les-Mines
5. Bajus
6. Barlin
7. Béthune
8. Beugin
9. Beuvry
10. Billy-Berclau
11. Bruay-la-Buissière
12. Calonne-Ricouart
13. Camblain-Châtelain
14. Cambrin
15. Cauchy-à-la-Tour
16. Caucourt
17. Chocques
18. La Comté
19. La Couture
20. Cuinchy
21. Diéval
22. Divion
23. Douvrin
24. Drouvin-le-Marais
25. Essars
26. Estrée-Cauchy
27. Festubert
28. Fouquereuil
29. Fouquières-lès-Béthune
30. Fresnicourt-le-Dolmen
31. Gauchin-Légal
32. Givenchy-lès-la-Bassée
33. Gosnay
34. Haillicourt
35. Haisnes
36. Hermin
37. Hersin-Coupigny
38. Hesdigneul-lès-Béthune
39. Hinges
40. Houchin
41. Houdain
42. Labeuvrière
43. Labourse
44. Lapugnoy
45. Locon
46. Lorgies
47. Lozinghem
48. Maisnil-lès-Ruitz
49. Marles-les-Mines
50. Neuve-Chapelle
51. Nœux-les-Mines
52. Noyelles-lès-Vermelles
53. Oblinghem
54. Ourton
55. Rebreuve-Ranchicourt
56. Richebourg
57. Ruitz
58. Sailly-Labourse
59. Vaudricourt
60. Vendin-lès-Béthune
61. Vermelles
62. Verquigneul
63. Verquin
64. Vieille-Chapelle
65. Violaines